# Cephalobyrrhinus brevis
Cephalobyrrhinus brevis är en skalbaggsart som beskrevs av Wooldridge 1986. Cephalobyrrhinus brevis ingår i släktet Cephalobyrrhinus och familjen lerstrandbaggar. Inga underarter finns listade i Catalogue of Life.